# آسیب‌شناسی روانی (مجله)
آسیب‌شناسی روانی Psychopathology یک مجله پزشکی با داوری همتا است که به تحقیق و طبقه‌بندی بیماری‌های روانی در روان‌پزشکی بالینی، رشته آسیب‌شناسی روانی می‌پردازد. در سال ۱۸۹۷ با عنوان کلینیک روان‌پزشکی پایه‌گذاری شد و نام کنونی خود را در سال ۱۹۸۴ به دست آورد.